# The Little Soldier of '64
Pour plus de détails, voir Fiche technique et Distribution.
The Little Soldier of '64 est un film américain produit par Kalem, réalisé par Sidney Olcott et sorti en 1911 avec Gene Gauntier  et Jack J. Clark dans les rôles principaux.

## Fiche technique
- Titre original : The Little Soldier of '64
- Réalisation : Sidney Olcott
- Société de production : Kalem
- Pays :  États-Unis
- Longueur : 940 pieds
- Dates de sortie :

## Distribution
- Gene Gauntier
- Jack J. Clark

## Anecdotes
Le film a été tourné à Jacksonville, en Floride, où Kalem dispose d'un studio, les mois d'hiver.